# Axenstar
Axenstar est un groupe de power metal suédois, originaire de Västerås. Le groupe est formé en 1998 par Peter Johansson et Magnus Ek, et compte six albums studio et deux EP.

## Biographie
Le groupe est formé en 1998 par Peter Johansson (guitare) et Magnus Ek (basse) sous le nom de Powerage, sur les traces du groupe Miscreant. Ils recrutent ensuite le chanteur et guitariste Thomas Eriksson et le claviériste Magnus Eriksson pour former Axenstar.
Avant cela, sous le nom de Powerage, ils enregistrent une reprise du morceau Hallowed be thy Name de Iron Maiden pour la compilation Made in Scandinavia. En 1999, Eddie est remplacé par Magnus Eriksson (chant, claviers) et Thomas, le frère de Magnus, se met à la guitare solo. À partir de ce moment, Pontus Jansson devient le batteur. En mars 2000, le groupe enregistre sa première démo, The Beginning, aux studios Underground. En janvier 2001, le groupe enregistre deux autres morceaux, Confess thy Sins et Seventh Labyrinth. En mars 2001, le groupe change de nom pour Axenstar.
En août 2001, le groupe entre en studio pour enregistrer une nouvelle démo, intitulée Promo 2001. Ils participent ensuite au festival suédois Motala. En mars 2002, ils publient leur premier album studio, Perpetual Twilight. Ils participent plus tard au festival Sweden Rock en juin 2003. Cette même année sort leur deuxième album, Far from Heaven. En janvier 2004, ils tournent en Europe avec Falconer, sans Magnus Ek, qui est remplacé par Joakim Jonsson (Skyfire, The Mist of Avalon). Leur troisième album, The Inquisition, est publié en 2005.
En 2011, ils publient l'album  Aftermath, suivi par Where Dreams Are Forgotten en 2014,. En 2017, ils annoncent l'arrivée d'un nouvel album.

## Membres

### Membres actuels
- Magnus Winterwild - chant, basse, claviers (depuis 1999)
- Joakim Jonsson - guitare (depuis 2005)
- Jens Klovegård - guitare (depuis 2009)
- Adam Lindberg - batterie

### Anciens membres
- Mr. Eddie - chant (1998–1999)
- Johan Burman - batterie (1998–1999)
- Magnus Söderman - guitare (1998–1999)
- Thomas Eriksson - guitare (1999–2005)
- Peter Johansson - guitare (1998–2005)
- Magnus Ek - basse (1998–2006)
- Pontus Jansson - batterie (1999–2006)
- Brute Hanson - chant, guitare (1999–2005)
- Thomas Ohlsson - batterie (2006–2008)
- Henrik Sedell - basse (2006–2008)

## Discographie

### Albums studio
- 2002 : Perpetual Twilight
- 2003 : Far from Heaven
- 2005 : The Inquisition
- 2006 : The Final Requiem
- 2011 : Aftermath
- 2014 : Where Dreams Are Forgotten
- 2019 : End Of All Hope

### EP
- 2000 : The Beginning (sous le nom de Powerage)
- 2001 : Promo 2001